# Coffea bertrandii
Coffea bertrandii là một loài thực vật có hoa trong họ Thiến thảo. Loài này được A.Chev. mô tả khoa học đầu tiên năm 1937.